# Express5800
NEC Express5800は、NECプラットフォームズが製造し、日本電気（NEC）から発売しているIA-32/IA-64ベースの企業向けワークステーション・サーバである。

## 概要
現行製品のExpress5800 IA-32ベースマシンの基本的なアーキテクチャはPC/AT互換機である。1000シリーズはIPFマシンである。エントリモデルには社外（MSIやGIGABYTE）製マザーボードを使用しているが、ハイエンドモデルでは自社製マザーボードの機種もある。コンシューマー市場向けのラインナップと差別化するために、3年間オンサイトサポート等の保守サービスが商品に含まれている。また企業向けであり、個人ユーザーは基本的に購入できないことになっている。
製造終了モデルには、MIPS R4400シリーズ、R10000シリーズを搭載したモデルもあった。MIPS版のMicrosoft Windows NTが動作し、基幹業務システムの構築向けの製品であった。このモデルはリースアウト等で近年まで入手が可能であったが、情報保護の観点から稼動を外れた装置は破壊して廃棄処分されることが一般化して以来入手困難である。
2017年8月以降、ハイエンドサーバモデルよりヒューレット・パッカード・エンタープライズ（HPE）社より部品の供給を受けながら製品を販売する事になった。HPE社のHP ProLiantシリーズと同様な操作や管理が行えるiLOがサポートされている。一般的なIAサーバではあるものの、従来のNEC製サーバでは使用できた外部接続装置が使用できなくなる事がある。そのため、内蔵のユニット部品やボード類のみならず、USB接続装置やサーバのCPU切替器まで、メーカーが認定していないサードパーティ製品については動作の保証外としている。なお、ローエンドモデルとしては従来通りのNEC製品も製造されている。

## ラインアップ
- Express5800/50シリーズ（PCワークステーション）
- Express5800/S70シリーズ (低価格タワー型、現在は販売終了)
- Express5800/100シリーズ（PCサーバ　CPUはx86系マイクロプロセッサ）
- Express5800/200シリーズ（PCサーバ　CPUはMIPS系マイクロプロセッサ）　現在は販売終了
- Express5800/300シリーズ（フォールトトレラントサーバ）
- Express5800/400シリーズ（販売初期のブレードサーバシリーズ　現在は100シリーズへ統括）
- Express5800/600シリーズ（オフコン継承サーバ　700シリーズの後継として販売されたが、現在は販売を終了）
- Express5800/700シリーズ（オフコン継承サーバ　現在は販売終了）
- Express5800/1000シリーズ（エンタープライズサーバ）
- Express5800/MD（分子動力学計算サーバ）

この他、アプライアンスサーバとして、以下のラインアップがあった。しかし、安価な専用装置が発売されている事もあり、専用サーバとしては現在販売されていない。
- Express5800/FW（ファイアウォールサーバ）
- Express5800/MW（メール、Webサーバ）
- Express5800/VC（ウイルスチェックサーバ）
- Express5800/CS（プロキシサーバ）
- Express5800/LB（ロードバランシングサーバ）

また2010年頃から100シリーズが新ラインナップとなり、型番表記に変更が加えられた。
- Express5800/GTシリーズ (ミドルレンジ、タワー型)
- Express5800/Rシリーズ (ハイエンド、ラックマウント型)
- Express5800/Tシリーズ (ハイエンド、タワー型)

## 機種名の読み方
- Express5800/100シリーズ（旧シリーズ）
Express5800/(A)(B)(C)-(D)

  - (A)について

搭載可能なプロセッサの数を表している。
  - 110 : 最大プロセッサ数が1（Pentium 4などのデュアル構成に対応しないプロセッサが搭載される）
  - 120 : 最大プロセッサ数が2（Xeonなどのデュアル構成に対応するプロセッサが搭載される）
  - 140 : 最大プロセッサ数が4（Xeon MPなどのマルチ構成に対応するプロセッサが搭載される）
  - 180 : 最大プロセッサ数が8（Xeon MPなどのマルチ構成に対応するプロセッサが搭載される）

また、ラックマウントサーバの高さは110が1Uのみ、120が1Uと2U、140が4U、180が8Uとなる。

  - (B)について

タワー型のみ以下の分類となる。ラックマウント型は"R"固定、ブレードサーバは"B"固定となる。（表記はアルファベットの大文字）
  - H : 最上位モデル
  - L : 中～上位モデル
  - E : 中～下位モデル
  - G : 下位モデル

  - (C)について

発売された世代をアルファベットの小文字で表している。

  - (D)について

ラックマウントサーバでは、ハイフンの後ろに数字が入り、サーバの高さを表し、タワー型では、スリムタイプや、水冷式静音タイプなどの特徴を持つ場合はハイフンの後に記号を付ける。
（ちなみに前者の場合はS、後者の場合はCが付いている）

例えば、Express5800/110Ej だと、最大プロセッサ数1のミドル～ローエンドのタワー型PCサーバを表し、Express5800/120Rh-2であれば、高さ2Uで最大プロセッサ数2のラックマウントサーバであることがわかる。

例外として、Gシリーズのラックマウント型は機種名表記がタワー型とラックマウント型とが混在しているが、タワー型とラックマウント型とで重複する記号がないことから、前述の特徴を理解することでどのようなサーバであるか推測することが可能である。
例）Express5800/110GR-1c
→ 最大プロセッサ数1でラックマウント型の下位モデル
また、(A)がi110の場合は、奥行きが小さい1Uハーフサーバとなる。
- Express5800/100シリーズ（新シリーズ）
Express5800/(A)(B)(C)-(D)
  - (A)について

そのシリーズの性格を表す。
  - GT : ミドルレンジサーバ（ただしS70シリーズを除けば最低価格帯に位置する製品群である）、デスクトップ・スリムタワー型とミニタワー型の2種類が存在する。デスクトップ型については、MATEシリーズと同一筐体設計のものもある。 ただし、GT110d以降は、デスクトップ・スリムタワー型とミニタワー型は同一マザーボードを使用することとなった。
  - T : ハイエンドサーバ（マルチプロセッサに対応する。フルタワー型）ただし、T110f以降では、フルタワーの他にデスクトップ・スリムタワー型とミニタワー型が存在するようになる。このデスクトップ・スリムタワー型とミニタワー型は、同世代のGTシリーズとマザーボード・筐体を兼用することが多くなった。
  - R : ハイエンドサーバ（マルチプロセッサに対応する。ラックマウント型）

  - (B)について

搭載可能なプロセッサの数を表している。
  - 110 : 最大プロセッサ数が1（CeleronやCore i3/Core i5などのデュアル構成に対応しないプロセッサが搭載される）
  - 120 : 最大プロセッサ数が2（Xeonなどのデュアル構成に対応するプロセッサが搭載される）
  - 140 : 最大プロセッサ数が4（Xeonなどのマルチ構成に対応するプロセッサが搭載される）

  - (C)について

発売された世代をアルファベットの小文字で表している。

  - (D)について

ラックマウントサーバでは、ハイフンの後ろに数字が入り、サーバの高さを表し、タワー型では、スリムタイプや、水冷式静音タイプなどの特徴を持つ場合はハイフンの後に記号を付ける。
（ちなみに前者の場合はS、後者の場合はCが付いている）

例えば、Express5800/GT110f-s だと、最大プロセッサ数1のミドルレンジのスリムタワー型PCサーバを表し、Express5800/R120b-2であれば、高さ2Uで最大プロセッサ数2のラックマウントサーバであることがわかる。

## オペレーティングシステム
Express5800のオペレーティングシステムはMicrosoft Windows NT・Microsoft Windows 2000・Microsoft Windows Server 2003などMicrosoft系OSと、Red Hat Enterprise Linux・MIRACLE LINUXなどGNU/Linux系OSをサポートしている。動作保証の対象外となるが、NetBSD・OpenBSD・FreeBSD・Solarisも動作するが、チップセットソフトウエアが無い場合、本来のパフォーマンスが発揮できないことがある。また、100シリーズの初期ではNetWareもサポートしていたが、Windows NTモデルが圧倒的に多く販売されていた。
VMwareは独自サポートでExpress5800シリーズを公式サポートしている。VMware ESX Server、VMware ESXiが一切の補助無しでそのままインストール可能でチップセットを自動的に認識し、BIOS ROMをナノカーネルに統合する。ESXiは無償で使え、100シリーズ/GTシリーズはNTT-Xストアで個人が安価で購入できる事から、個人向け仮想化環境の代表的な機種となっている。100シリーズ,GTシリーズは標準ではVT-dを搭載しないCPUが取り付けられているが、これをVT-dサポートCPUに交換すると、64bit OSの仮想化が可能になる（例えば、110GTはCeleron 430が標準装備だが、これをCeleron Dual Core・XEON Eシリーズの欠陥救済品に交換するとVT-dが有効化される）。

## Express Builder
Express5800には、Express Builderと呼ぶ保守・自己診断・システム構成・オペレーティングシステムインストールキット・デバイスドライバ類をまとめたソフトウエアが付属する。オペレーティングシステムの導入にあたってはExpress Builderを用いてサポートディスク等を作成しインストールを行うことで、プリインストール版と同等の環境とパフォーマンスを得ることができる。
起動用OSとして、初期はMS-DOSを採用していたが、その後はROM-DOSへと変わっており、最近ではLinuxを採用している。ライセンスの問題があり、添付品であるこの媒体を紛失した場合には有償購入となる。

## フォールトトレラントサーバ（ftサーバ 300シリーズ）
CPU、メモリ、ノースブリッジ、BIOSで構成するCPUモジュール、サウスブリッジとそれに接続されるデバイスで構成するPCIモジュールに分かれており、これらを2組にして二重化を実現している。すなわち、CPUモジュール2台、PCIモジュール2台でftサーバ1構成となる。Aモジュールにハードウェア的な障害を検知した場合は、稼動状態を維持したままAモジュールを切り離し、Bモジュールにのみで作業することができる。
フェイルオーバークラスタ構成と違い、フェイルオーバーに伴うダウンタイムがないため、数秒のダウンタイムも許されないような業務に向いているとされる。しかしながら、ソフトウエア障害に対しては対応できない。
なお、機器を増設する場合は、片方のみの増設ではなく、両方の系統に増設しなくてはならない。（CPUやメモリ、HDDを増設する場合、同じものを2組分用意する必要がある）
2005年、NECはフォールトトレラント制御を行うノースブリッジ、GeminiEngine(ジェミニエンジン)を開発し、それ以降、制御LSIをこの名称で呼んでいる。初代GeminiEngineはCPUにインテルのXeonを、サウスブリッジにはAMD製を使用しており、ライバル社同士のCPUとチップセットを接続するといった、一般的なPCサーバではあり得ない構成となっていた。
なお、2005年NECは、同じくフォールトトレラントサーバを開発するストラタステクノロジーと提携強化を発表し、NECがハードウェア開発、製造を、ストラタスがソフトウェアの開発を分担して行っている。
又、既に販売されているFTCとの区別を行うため、FTとは表記せずにftと表記する。Windows系サーバやLinux系OSを運用するのに対してクラスタ構成を検討するよりは安価な場合もあり、比較的重要な業務のサーバとして導入が増えている。また、ftサーバを2台用意してクラスタ構成にすることも可能である。

## オフコン継承サーバ（700/600シリーズ）
NEC製オフコンであるS3100およびS7200の両シリーズの、後継機種として販売していた。元々MIPS社製のCPUを使用した700シリーズが販売されていたが、Intel社製CPUを搭載した600シリーズが販売されると同時に700シリーズは製造、販売を中止する。
旧来のオフコン上で稼動していたOSであるA-VXを、Windows NT系OS上でミドルウェアとして搭載している。そのミドルウエア上で、S3100およびS7200の両シリーズ上で動作していたアプリケーションソフトウェアを動作させている。端末機はLAN上の接続PCにて動作するエミュレータを使用して操作をするか、サーバ本体や端末に対して旧来の機器を取り付けるためのプロトコル変換装置を取り付けて旧来の専用端末を操作する。しかしながら、旧来装置については装置の老朽化や保守部品の確保が困難であったりするために減りつつあった。
元々がWindows系のOSを使用していることもあり、A-VXエリアとして使用しないディスクの空きスペースを、通常のPCの共有ディスクスペースとして使用するなど、旧来のオフコンとは異なる使用方法もある。ディスクの増設も比較的容易であり、汎用のインターフェイスの機器が接続可能である。
オフコン時代からの操作性をハードウエアで実現していた700シリーズとは異なり、600シリーズはソフトウエアの動作に頼るところが多い。そのため、700シリーズと比較しても異なることが多く、どちらかと言えば100シリーズに近い。又、スタンドアロンとしても使用できるローエンド機を除けばUPSが必ず付いてくる。
2010年頃よりNECではオフコンのサポートを終了する旨のアナウンスが始まり、2020年3月にはサポートを終了している。業務を継続するには、Windowsで動作する同メーカーのCOBOL製品に移行するか、同メーカーのマイグレーションを行っている他ベンダーに依頼するか、一般的なERPパッケージを利用するなどを行わなければならない。

## 導入事例
サーバ・ワークステーションとしては、製品ラインナップの厚みと手厚いサポートプログラムにより導入している企業は多い。
Express5800を用いた大規模システムとして、日本SGI社と協業で作られた大規模画像バンクシステムがあり、NHKや各テレビキー局における導入実績がある。ハイビジョン画像送出システムとしてハイビジョングラフィクスアクセラレータを組み込んだ特別モデルは映像システムの基盤として映像コンテンツ供給会社が採用したり、映像マスター機器の一部としてシステムに組み込んだ製品を供給する会社もある。

### 導入会社
- NHK
- 日本テレビ
大規模画像バンクシステム。Express5800がハイビジョンに対応したのは、NHKからの強い要請によるもので、それに応じたNEC四国が開発した(そのモデルは後にExpress5800 TE5と呼ばれる特別モデルとなる)。
- ウェザーニューズ
同社における天気予報コンテンツ製品に(ハイビジョン用とNTSC用いずれも)Exprss5800を使用したシステムがあり、αチャンネル付きの3Dリアルタイムアニメーション映像をポストプロダクション処理を一切行わずに供給できる、ハードウエア・ソフトウエア・コンテンツを一体化したソリューションは、国内における類似システムにおいて70%を超えるシェアを有している。